# کالیدرا آکاایگاوا
کالیدرا آکاایگاوا (به لاتین: Akaigawa Caldera) یک کاسه آتشفشانی در ژاپن است که در اکایگاوا، هوکایدو واقع شده‌است. کالیدرا آکاایگاوا ۷۲۵٫۱۳ متر بالاتر از سطح دریا واقع شده‌است.